# Bedford (municipalité de canton)
Pour les articles homonymes, voir Bedford.
Ne doit pas être confondu avec la ville de Bedford.
Bedford est une municipalité de canton dans Brome-Missisquoi, en Estrie, au Québec (Canada).
Essentiellement rurale, la municipalité est située en périphérie de la ville du même nom.

## Géographie
Le canton de Bedford se situe en limite de la chaîne de montagnes des Appalaches à l'est, et de la plaine des Basses-terres du Saint-Laurent à l'ouest, dans une zone de failles appelée Faille de Logan.
Au centre de la municipalité du canton de Bedford se trouve la ville de Bedford.
La municipalité est à 11 km distance orthodromique au nord des lignes américaines.

### Hydrographie

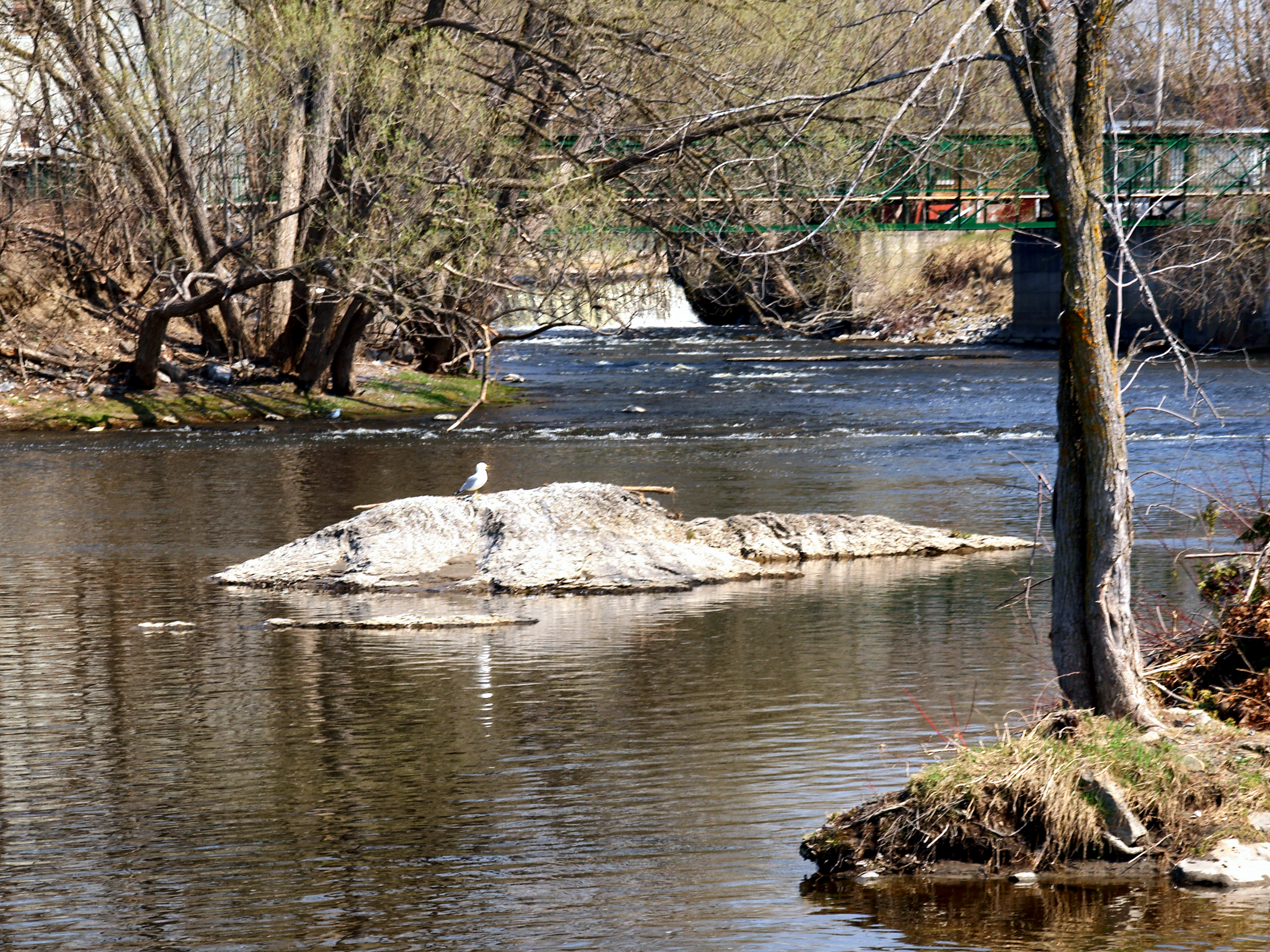
La rivière aux Brochets à Bedford

La municipalité est traversée d'est en ouest par la rivière aux Brochets.

### Voies de communication et transports

#### Accès routiers
Bedford s'est développée autour de la jonction des routes 202 et 235.
- La route 202 la relie à Pike River à l'ouest et à Stanbridge East à l'est,
- La route 235 à Farnham au nord et à Saint-Armand au sud.

## Histoire
Bedford existe depuis le début du XIXe siècle. La ville d'abord appelée Stanbridge Falls, s'est développée dès 1804 autour d'un barrage construit en travers de la rivière aux Brochets, au pied de l'actuel pont Zéphir-Falcon dans le centre-ville, et destiné à alimenter en eau une première scierie puis un moulin à blé.
En 1823, le village comptait 19 familles vivant regroupées le long des rues Principale et du Pont.
En 1825, un premier magasin général ouvre ses portes.
Dans les années 1830, la majeure partie du cuir fabriqué au Québec est produit par les tanneries locales.

## Démographie
| 1991 | 1996 | 2001 | 2006 | 2011 | 2016 | 2021 |
| ---- | ---- | ---- | ---- | ---- | ---- | ---- |
| 793  | 799  | 813  | 736  | 699  | 687  | 658  |

## Administration
Les élections municipales se font en bloc pour le maire et les six conseillers.
| Bedford (canton) Maires depuis 2001                                                                                  |                      |         |          |
| Élection | Maire                | Qualité | Résultat |
| 2001 | Jean-Jacques Longpré |         | Voir     |
| 2005 | Gilles St-Jean       |         | Voir     |
| 2009 | Gilles St-Jean       | Voir    |          |
| 2013 | Gilles St-Jean       | Voir    |          |
| 2017 | Gilles St-Jean       | Voir    |          |
| 2021 | Gilles St-Jean       | Voir    |          |
| Élection partielle en italique Depuis 2005, les élections sont simultanées dans toutes les municipalités québécoises |                      |         |          |

## Religion
- Église Saint-Damien, catholique ;
- Église Saint-James, anglicane.

## Galerie

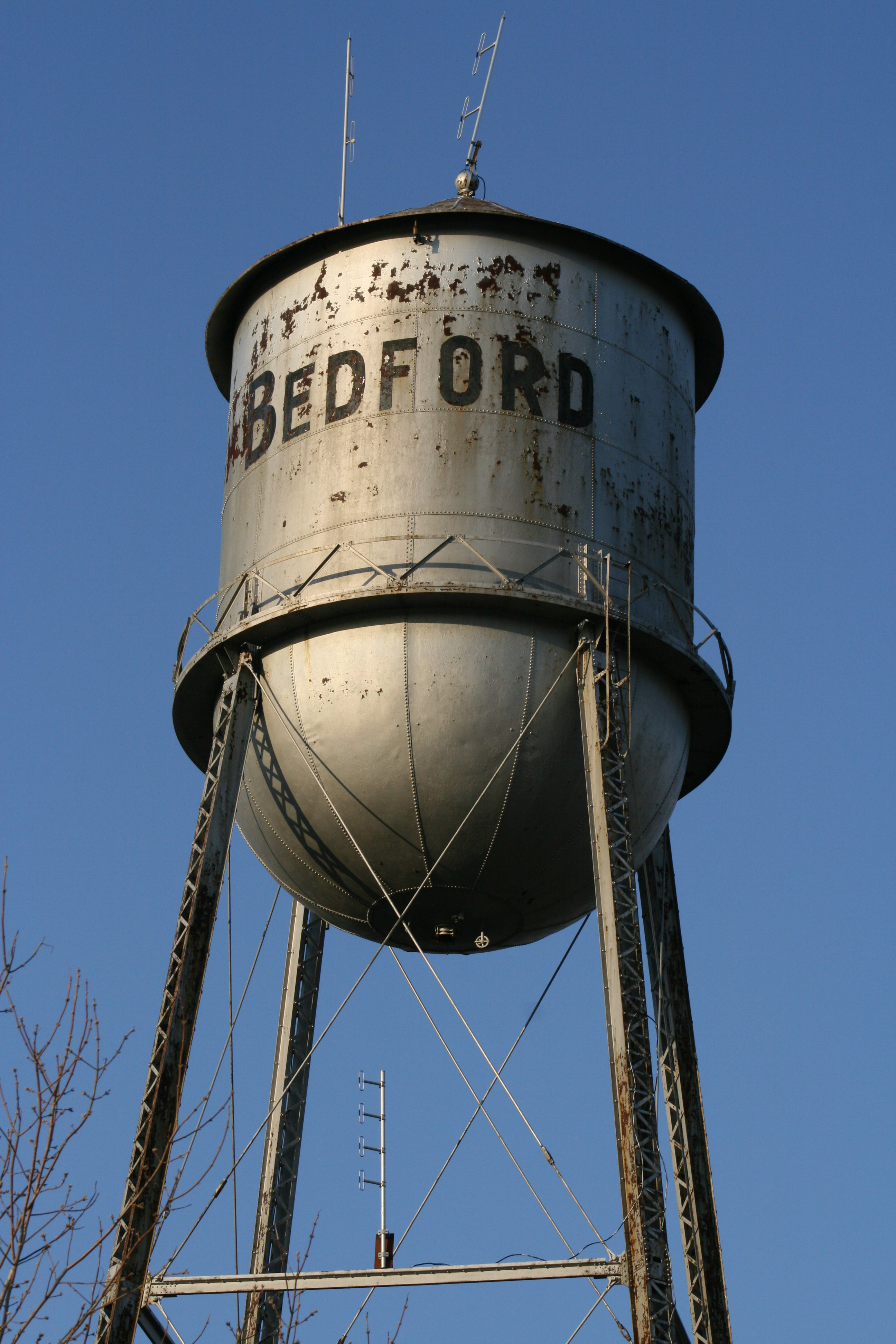
Château d'eau
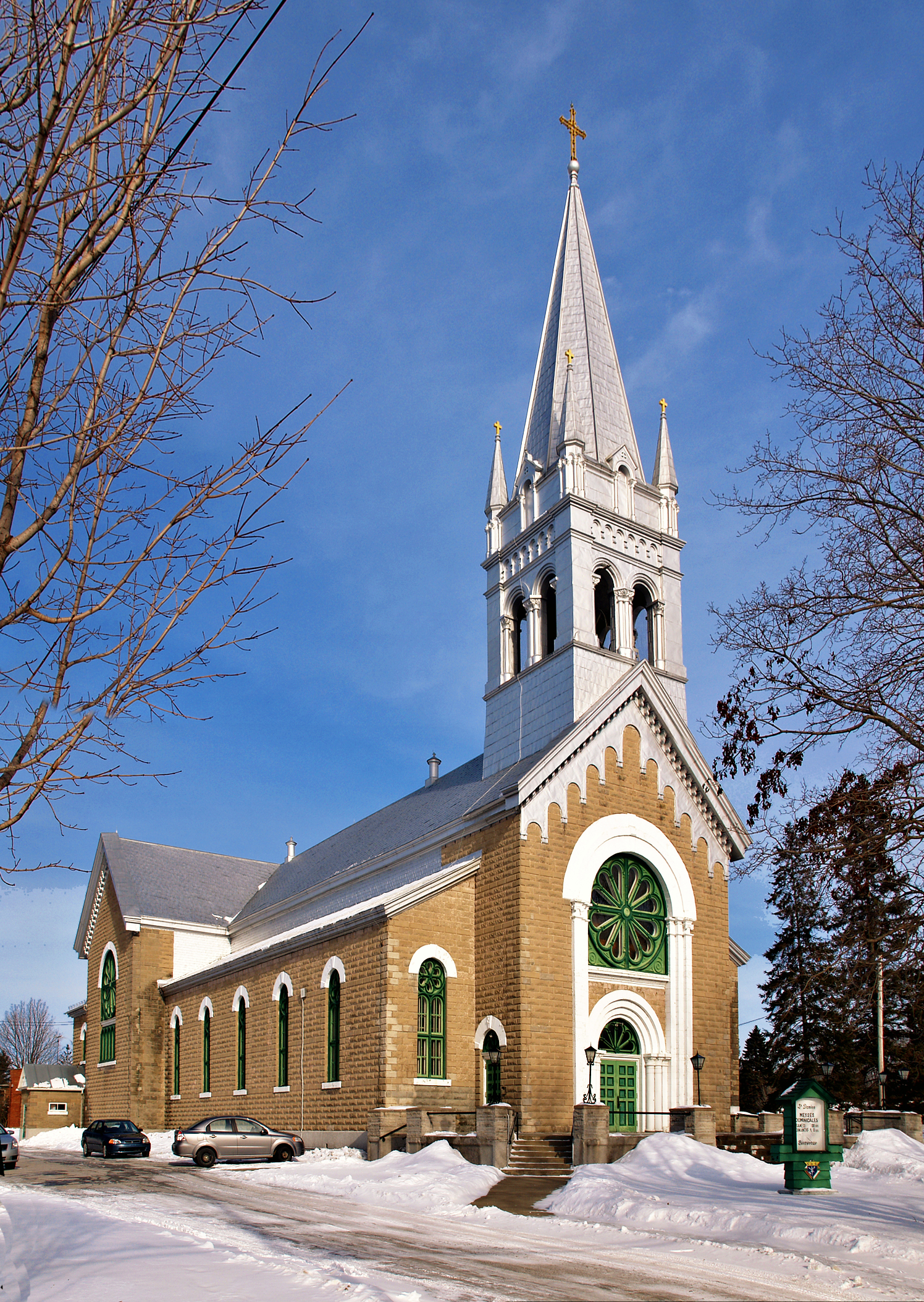
Église Saint-Damien
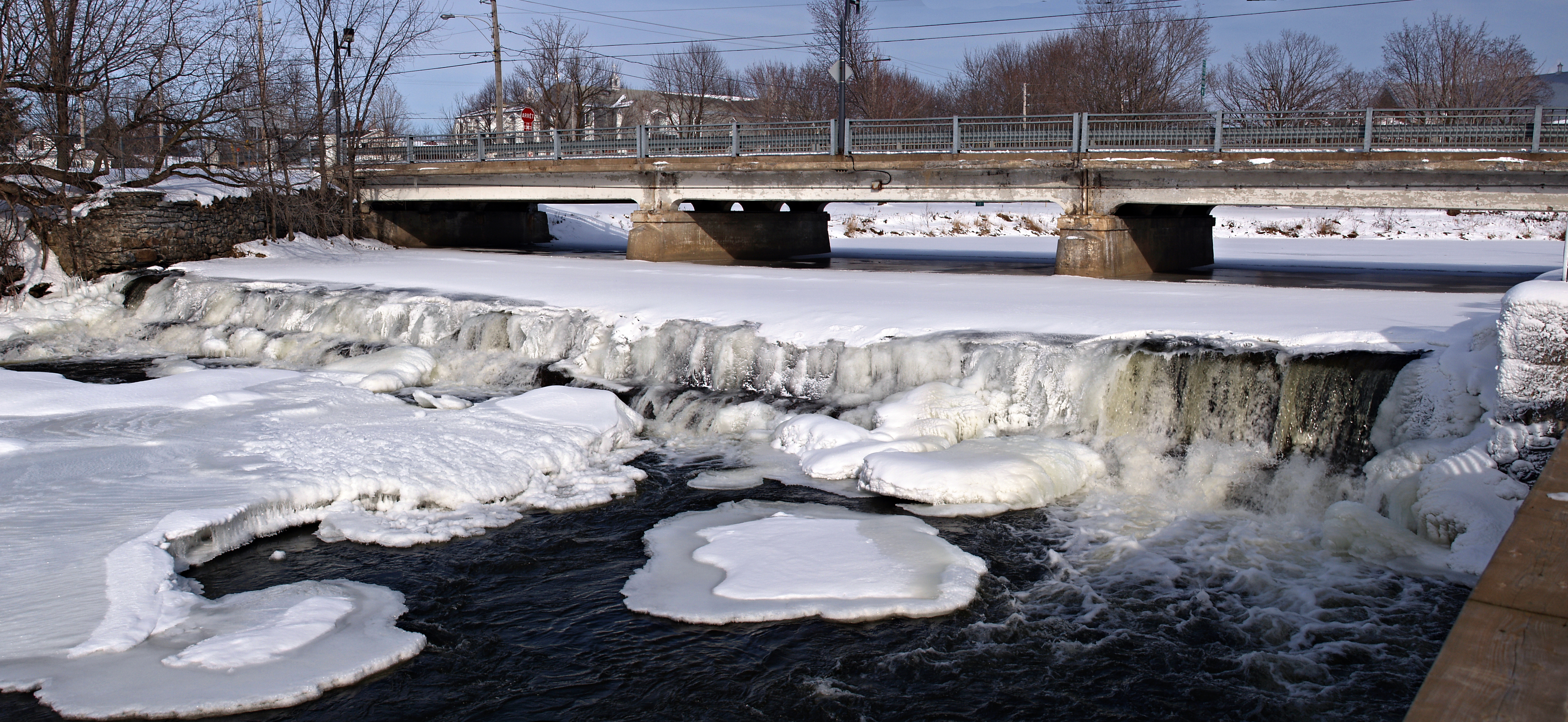
Rivière aux Brochets en aval
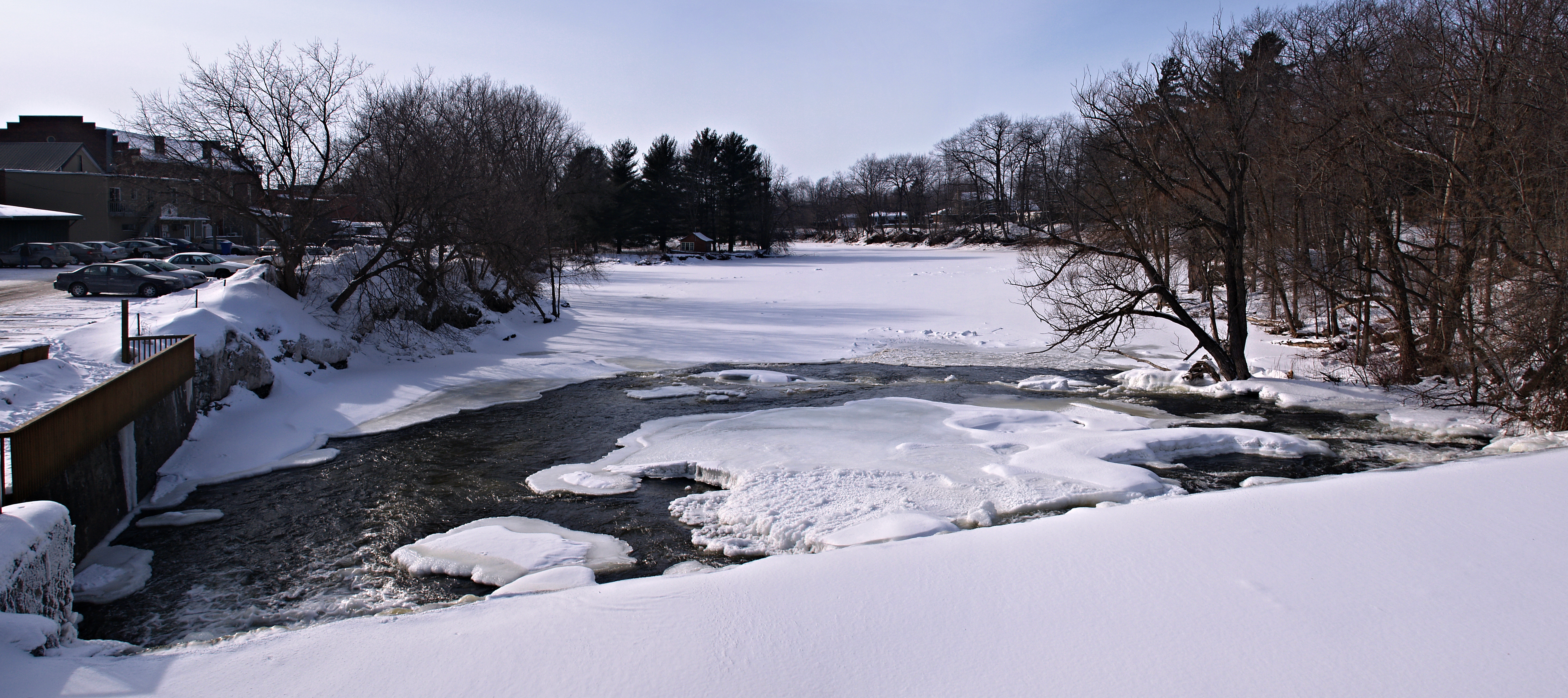
Rivière aux Brochets en aval
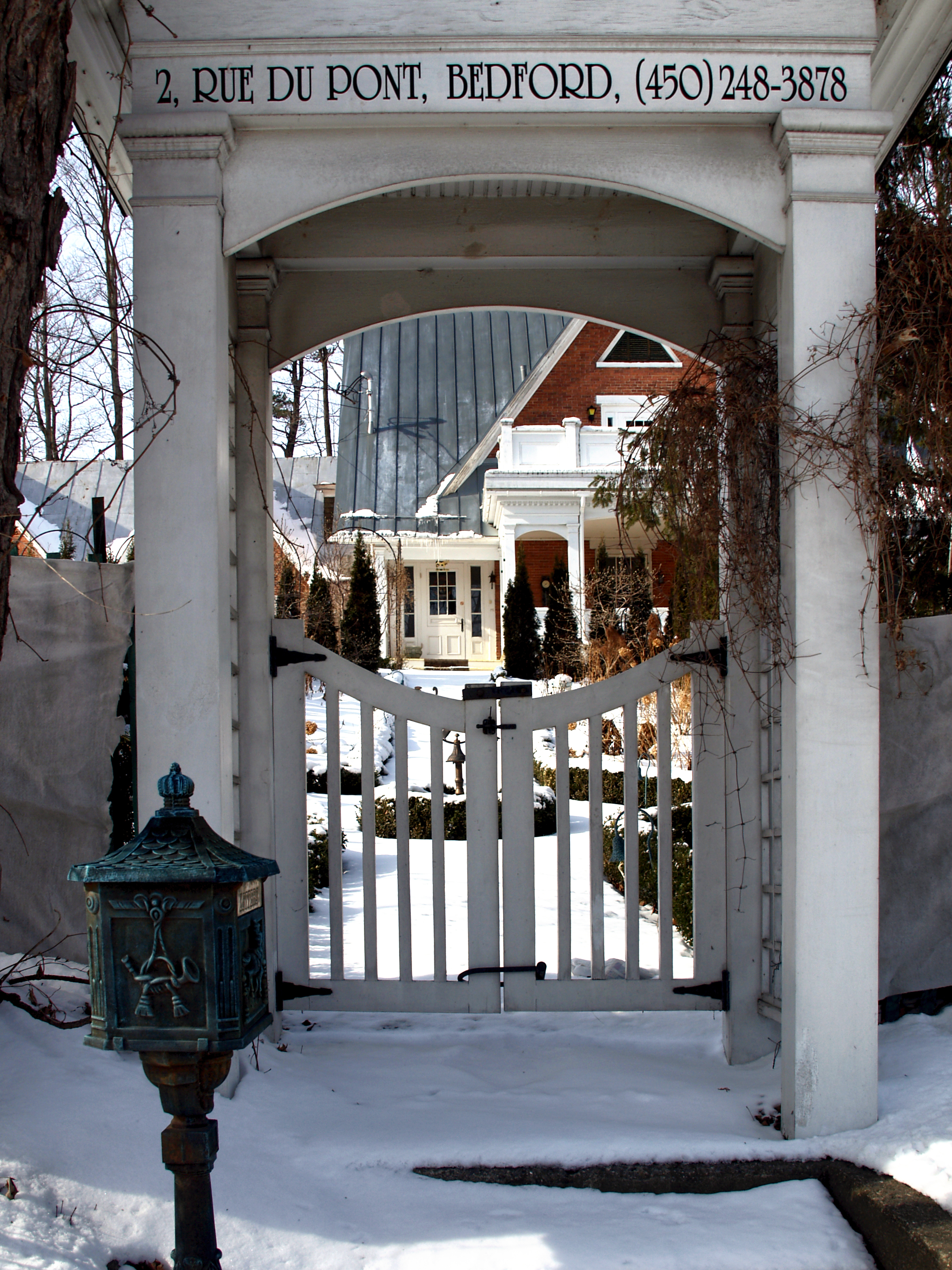
L'entrée du n°2 rue du Pont